# Остров (Констанца)
Остров (рум. Ostrov) — село у повіті Констанца в Румунії. Адміністративний центр комуни Остров.
Село розташоване на відстані 107 км на схід від Бухареста, 101 км на захід від Констанци.

## Населення
За даними перепису населення 2002 року у селі проживали 2929 осіб.
Національний склад населення села:
| Національність | Кількість осіб | Відсоток |
| -------------- | -------------- | -------- |
| румуни         | 2876           | 98,2%    |
| турки          | 41             | 1,4%     |
| цигани         | 7              | 0,2%     |

Рідною мовою назвали:
| Мова      | Кількість осіб | Відсоток |
| --------- | -------------- | -------- |
| румунська | 2880           | 98,3%    |
| турецька  | 41             | 1,4%     |
| циганська | 6              | 0,2%     |